# Hey God
Hey God - singel zespołu Bon Jovi wydany w 1996 za pośrednictwem wytwórni Mercury Records, promujący album These Days. Ostatni singel z albumu. Utwór rzadko pojawia się na koncertach grupy, został zagrany podczas występu utrwalonego następnie na płycie Live from London (1995). Znalazł się również na liście utworów niektórych występów trasy koncertowej Lost Highway Tour.
Singel został sklasyfikowany na 13. miejscu notowania UK Singles Chart.

## Spis utworów
Sporządzono na podstawie materiału źródłowego.
1. "Hey God" (4:47)
2. "The End" (3:39)
3. "When She Comes" (3:29)
4. "Hey God" (Live) (7:17)